# Aat Breur
Aat Breur, auch Aat Breur-Hibma (Adriana Klazina Hibma) (* 28. Dezember 1913 in Den Haag; † 31. Dezember 2002 in Amsterdam) war eine niederländische Zeichnerin und Widerstandskämpferin gegen den Nationalsozialismus, die im Konzentrationslager Ravensbrück inhaftiert wurde.

## Leben
Aat Breur lernte in der Familie von ihrem Vater das Zeichnen. Sie studierte von 1934 bis 1939 Kunst an der Akademie der bildenden Künste in Den Haag und arbeitete anschließend als Kunstlehrerin. 1940 heiratete sie Krijn Breur, aus der Ehe gingen zwei Kinder hervor. Gemeinsam mit ihrem Mann schloss sie sich einer Widerstandsgruppe an und half unter anderem beim Beschaffen von gefälschten Papieren sowie bei Spionage- und Sabotageaktionen. Am 19. November 1942 wurden sie und ihr Mann von der Gestapo festgenommen, die gemeinsame Tochter Dunya wurde mit verhaftet. Krijn Breur wurde im Februar 1943 zum Tode verurteilt und hingerichtet.
Aat Breur wurde zunächst gemeinsam mit ihrem Kind nach Utrecht verlegt, anschließend ohne ihre Tochter nach Ravensbrück deportiert. Dort wurde sie anfangs einem Arbeitskommando beim Straßenbau zugeteilt, einer der härtesten Formen der Zwangsarbeit. Später wurde sie aufgrund ihrer Fähigkeiten als Zeichnerin der Buchbinderei im Lager zugeteilt. Dort hatte sie im Vergleich mit anderen Häftlingen Freiheiten und konnte auch für ihre eigenen Zwecke zeichnen. Die so entstandenen Porträts von Mithäftlingen und andere Zeichnungen wurden nach der Befreiung des Konzentrationslagers gerettet und später gemeinsam mit ihrer Lebensgeschichte in dem Buch Ich lebe, weil Du Dich erinnerst! veröffentlicht. Aat Breur überstand in der Lagerhaft eine Lungenentzündung und war bei der Befreiung schwer an Tuberkulose erkrankt. Sie verbrachte nach 1945 die folgenden acht Jahre vorwiegend in Krankenhäusern und Sanatorien. 1998 äußerte sie sich in einem Interview für einen Dokumentationsfilm von Loretta Walz erstmals öffentlich über ihre Zeit in Ravensbrück.

## Ausstellungen
- 1982 wurden die Zeichnungen aus dem KZ erstmals im Rijksmuseum Amsterdam ausgestellt, wo sie heute noch zu sehen sind.[5]
- 1998 Ausstellung auf dem Gelände des KZ Ravensbrück[6]
- 2021 Ausstellung „Faces of Europe. Daughters remember their Mothers, Prisoners of the Ravensbrück Concentration Camp“ in der Mahn- und Gedenkstätte Ravensbrück, online: https://faces-of-europe.ravensbrueck.de/de/personen/aat-breur-hibma